# アジア太平洋トレードセンター
アジア太平洋トレードセンター（アジアたいへいようトレードセンター、英語: Asia & Pacific Trade Center、略称：ATC）は、大阪市住之江区の咲洲に建設した大規模複合施設およびその運営会社名。O's棟とITM棟からなる。通称：大阪南港ATC。

## 概要
大型展示場、アメニティ施設、インターナショナル・トレードマート（ITM）、アウトレットモール、ビジネスサポート施設、オフィスなどで構成される。飲食・娯楽施設などもあるほか、海沿いを歩くことができ、日没を真正面に見ることができる。キャッチフレーズは「I ♡ NANKO」であり、これが表記された看板が施設内の随所にある。
本来は貿易のためのトレードセンターとして大阪市により総事業費1,465億円で建設された。国内外の大小の卸売業者や貿易業者、専門商社などの企業が入居し、輸入取り扱いの商談・販売などができる拠点となることが期待されていた。また、これらを補佐する各種機関や大小の会議室など「ビジネスサポート機能」も用意された。
しかし、高い賃料や大阪都心からの交通の不便さなどにより、入居企業が相次いで撤退したため、資金繰りが悪化し、経営破綻した。
現在は小売業・デザイン関連企業・福祉関連企業のためのショールーム・開業支援機関・経営支援機関を開設し、関連産業の集積を意図しているほか、アウトレットモールの運営など、活性化のてこ入れを図っている。なお、保税地域としての機能はほとんど使われないまま、既に許可を失効している。
2004年に民間人で前伊藤忠商事副社長の秋本穣が社長に就任し、再建に取り組んだ。その結果、2005年度に初めて黒字を計上した。
その後も黒字は続き、2018年度の純利益は約11億9300万円だった。年間の来場者は約700万人、2018年度3月末時点でのテナント入居率は87%。

## 沿革
- 1994年 - 開業。
- 1999年3月19日 - アウトレットモール「ATCタウンアウトレット MARE」開業。
- 2003年 - 大阪ワールドトレードセンタービルディング、湊町開発センターとともに特定調停を申請[3]。
- 2005年 - 初の黒字を計上。
- 2008年7月8日 - 関西汽船（現：フェリーさんふらわあ）が「南港コスモフェリーターミナル」としてITM棟にフェリーターミナル機能を移転。別府航路、志布志航路、小豆島航路（2011年運休）が就航。

## 施設
- オズ棟

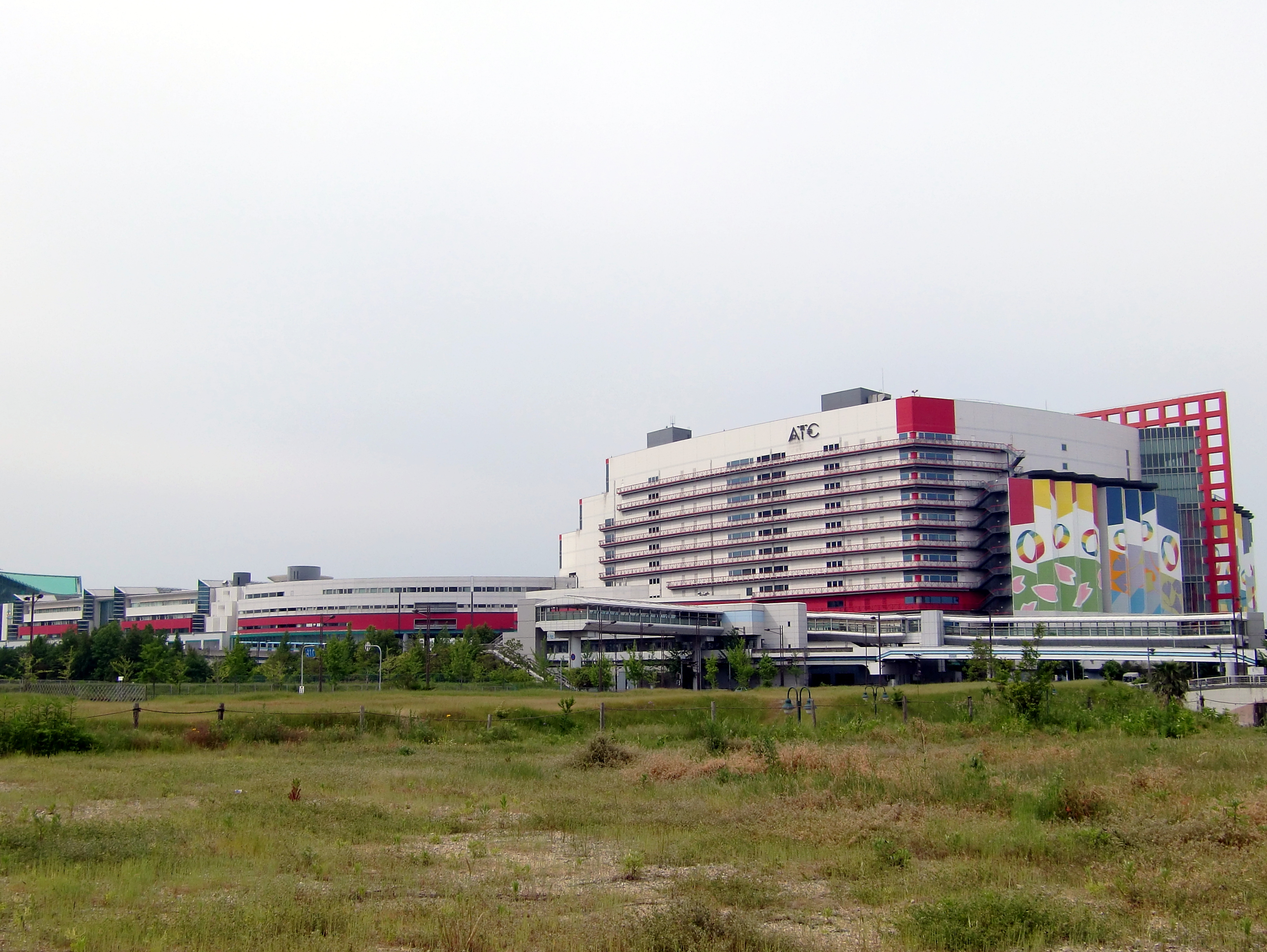
全景

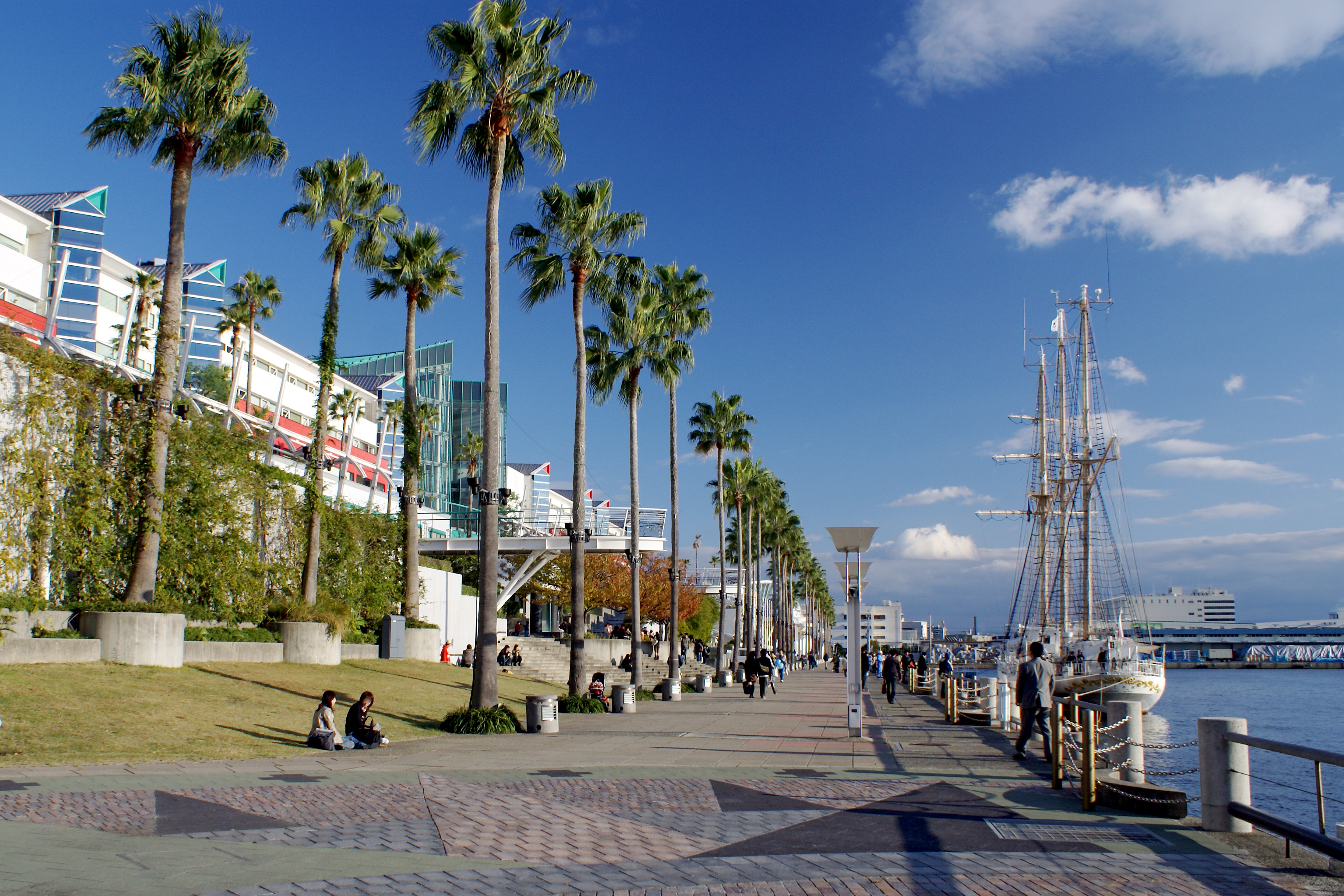
ATCオズ岸壁に接岸していた帆船「あこがれ」

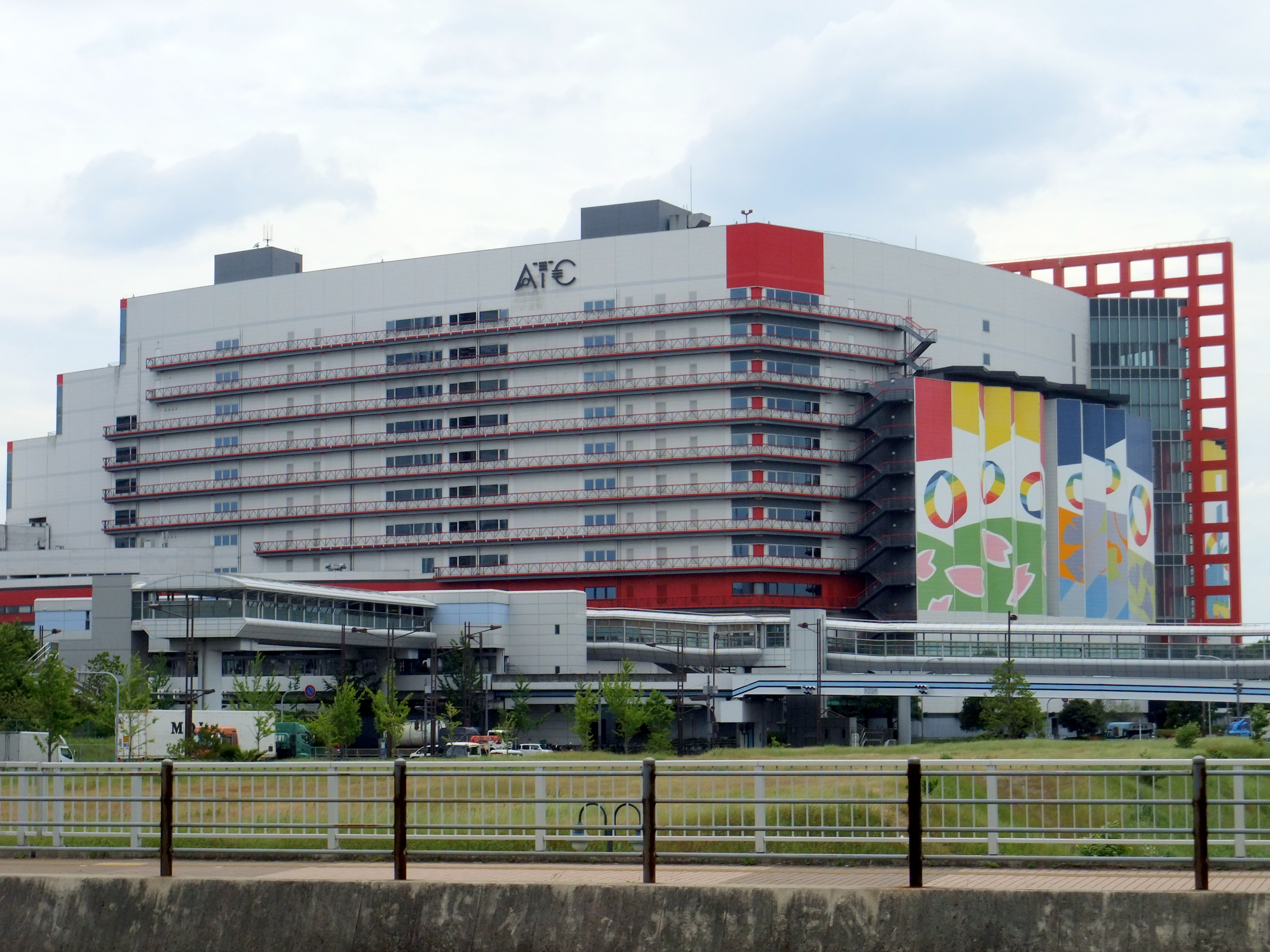
ITM棟

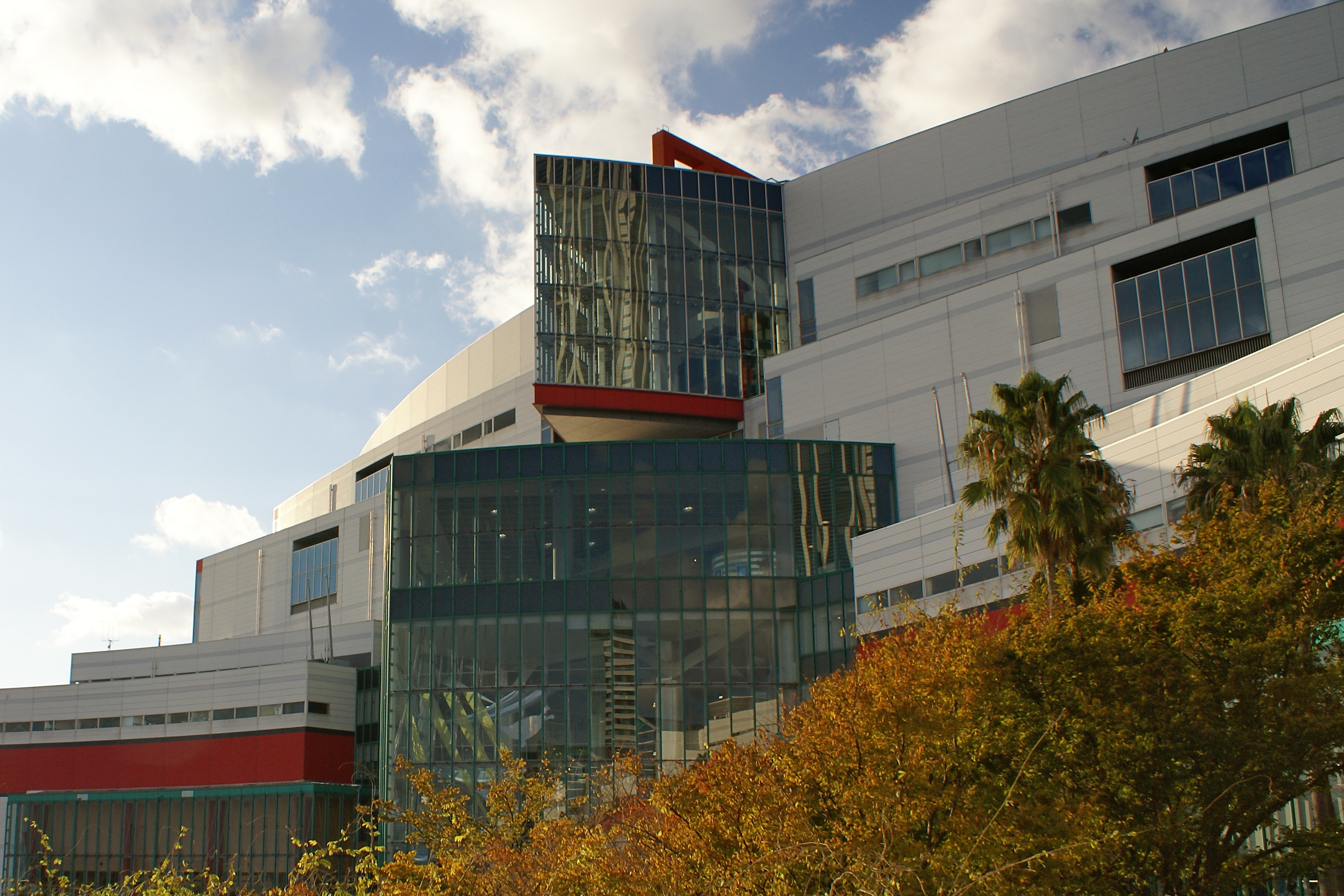
ITM棟

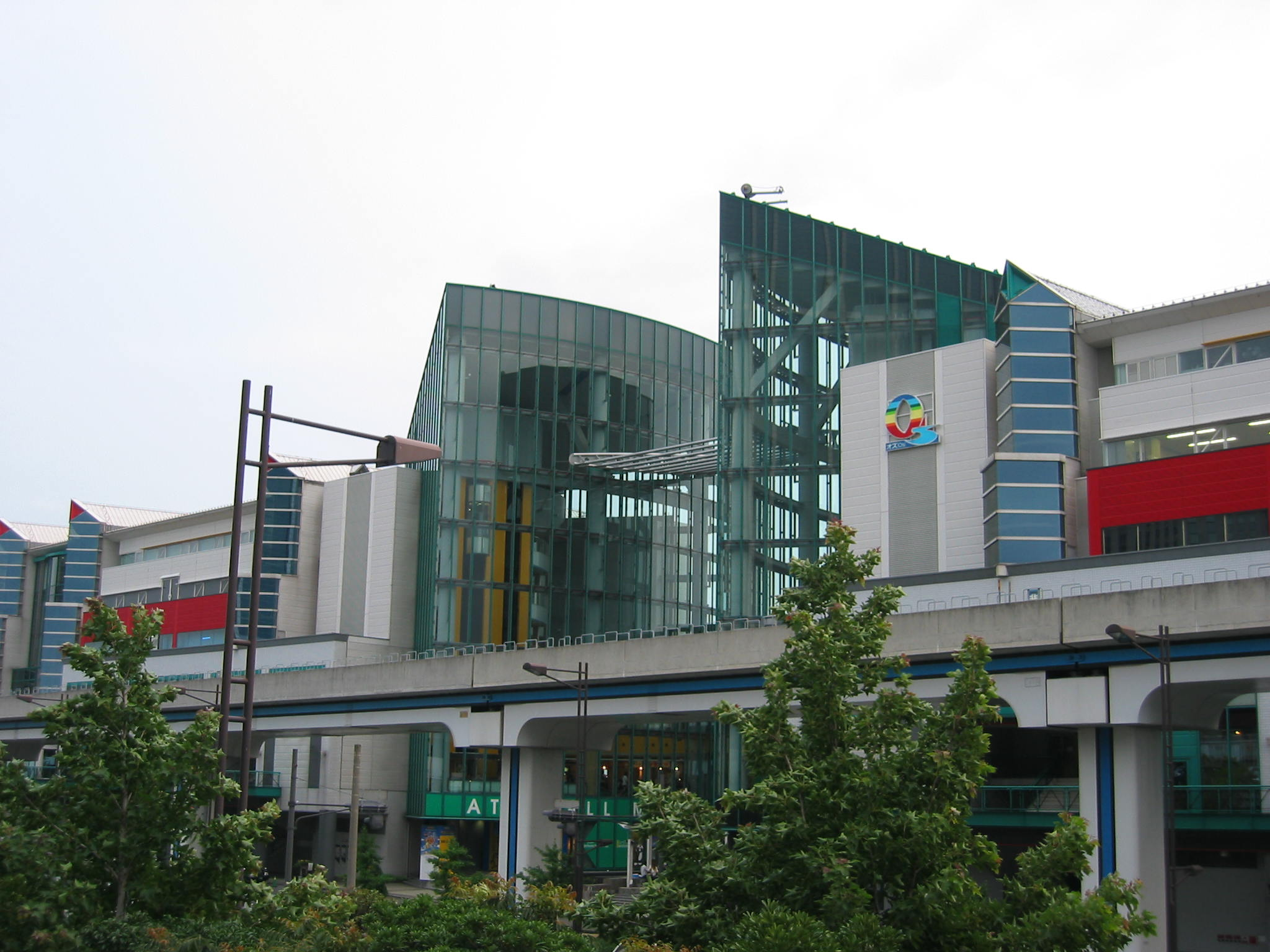
O's棟

  - O's（オズ） - 飲食・娯楽施設。音楽などのコンサートや、季節に合わせた各種催しが行われている。海沿いにはボードウォークなどを設置し、ウミエール広場として整備されている。
  - ATCホール（ATCミュージアム） - 各種見本市やトイマーケット、子ども向けキャラクターの大型展覧会、プロボクシング興行などが開かれている。
    - Aホール（2,900m2。2分割利用も可能な無柱ホール）[4]
    - Bホール（1,130m2）
    - Cホール（1,000m2）
    - Dホール（270m2）
    - Eホール（250m2）
- ITM棟
  - 1階
    - 日本郵便大阪南港ATC内郵便局

  - 2階
    - 商船三井さんふらわあ「さんふらわあターミナル（大阪）」第1ターミナルカウンター・待合室（別府航路用）・さんふらわあミュージアム
    - 商船三井ミュージアム「ふねしる」[5]
    - 100円ショップダイソー ATC店
    - LOGOS SHOP ATC店
    - 一条工務店 - ICHIJO-Lab OSAKA
    - カフェ・ド・クリエ
    - ガスト大阪ATC店
    - cafe & dining goo-note（O's北館へ移転）
    - ローソン ITM店
    - COMPASS ATC店（閉店）
    - K・I CUT
    - Shionなぎさのホール - Osaka Shion Wind Orchestraの活動拠点（閉鎖）
    - アミーゴ書店（閉店）
    - セレッソ大阪「メガタウン」 - オフィシャルショップ「セレッソ大阪メガストア」、ミュージアム、カフェスペースを併設。2014年7月11日開店、2020年12月27日営業終了[6]。
    - かねふくめんたいパーク大阪ATC（2020年5月31日閉店）[7]

  - 3階
    - 大阪市消費者センター「くらしのひろばエル」
    - 大阪府消費生活センター
    - オープンテクノロジーセンター Robo&Peace
    - ATC卸マート
    - ATCタウンアウトレット MARE（2020年3月31日閉館）[8]
    - T.Q. OUTLET STORE（閉店）

  - 4階
    - 大阪市経済戦略局分室（O's棟に移転）
    - パキスタン領事館（2019年閉鎖）

  - 5階
    - ATCあそびマーレ - 室内遊園地

  - 6階
    - 大阪市建設局
    - ソフト産業プラザ TEQS

  - 7階・8階
    - ヤマダデンキ大塚家具大阪南港ショールーム

  - 9階
    - 大阪市水道局
    - ATC輸入住宅促進センター（IHPC）

  - 10階
    - 大阪港湾局
    - 大阪デザイン振興プラザ（ODP）
    - 大阪デザインセンター（閉鎖）
    - 南港サンセットホール - 床面積約220m2、客席200席のクラシックホール。2006年12月17日開設。

  - 11階
    - おおさかATCグリーンエコプラザ（大阪環境産業振興センター） - 常設の環境展示場であり「水・土壌汚染研究部会」や「廃棄物リサイクルゼロエミッション研究部会」活動や、環境に関するセミナーが活発に開催されている。
    - ATCエイジレスセンター

  - 12階
    - ITMホール

  - 屋上階
    - フットサルコート「SFIDA FUTSAL STADIUM OSAKA」（2019年3月末営業終了）[9]

## 建物概要
- 延床面積：336,000m2
- 建築面積：48,000m2
- 敷地面積：68,000m2
- 主要構造：SRC, S
- 階数：地下2階 - 地上13階
- 駐車場：1,200台
- その他
  - 北側の壁面に縦25m、横116mにわたる巨大壁画「浪華の四季」が設置されている。意匠は、大阪城の桜・御堂筋の銀杏・浪速の波・天満宮の梅。
  - 建物は岸壁沿いに設置されており、椰子やボードウォークなど散策に適した施設が整えられている。

## 交通機関
- ITM棟・オズ棟（北館）
  - 南港ポートタウン線トレードセンター前駅直結
- オズ棟（南館）
  - 南港ポートタウン線中ふ頭駅下車3分

## 周辺施設
- 大阪府咲洲庁舎
- グランドプリンスホテル大阪ベイ
- インテックス大阪
- 商船三井さんふらわあ さんふらわあターミナル（大阪）第2ターミナル（志布志航路用、ITM棟隣接のフェリーさんふらわあエレベーター棟よりシャトルバスで3分）